# 洪济桥 (南浔镇)
洪济桥俗称新桥，是中国浙江省湖州市南浔区南浔镇东市河上的一座大型单孔石拱桥，桥北堍为东大街（向东侧不远处就是张静江故居），桥南堍为下塘东街。该桥始建年代不详，明万历《湖州府志》已载，清嘉庆十年（1805）重建。桥长28米，宽3.5米，拱矢高达7.2米，南北各有踏步33级。1937年11月15日，中国军队曾炸毁部分桥面以阻止日军进攻湖州，后又修复。
- 南侧
- 自桥上西望东市河及通津桥
- 自桥上东望东市河